# Kosmologiska gudsbeviset
Det kosmologiska gudsbeviset eller det kosmologiska argumentet är ett gudsbevis som argumenterar för att en entitet som har somliga av de egenskaper man i allmänhet tillskriver Gud är det första ledet i en kedja av betingelser. Den generella formen för de flesta formuleringar av det kosmologiska gudsbeviset är att vi i vår omvärld kan observera någon form av betingelsekedja, där händelser är betingade av andra händelser. Denna kedja kan dock inte fortsätta i all oändlighet, varför det måste det finnas en första betingelse. Denna första betingelse har egenskaper (t. ex. att vara helt obetingad) som vanligen tillskrivs Gud.

## Historia
Platon (ca. 427-347 f.v.t.) och Aristoteles (ca. 384-322 f.v.t.) hade båda argumentet om första orsaken, även om de båda hade vissa anmärkningsvärda förbehåll.

## Varianter av det kosmologiska gudsbeviset
Kalaams kosmologiska gudsbevis utgår från en temporal betingelsekedja. 
1. Allt som har en början i tiden har en orsak.
2. Denna kedja kan inte ha pågått hur länge som helst tillbaka i tiden.
3. Därför måste det finnas en första orsak - Gud.[källa behövs]

En modern version av Kalaams kosmologiska gudsbevis försvaras av den amerikanske filosofiprofessorn William Lane Craig. Den ser ut på följande sätt:
1. Allting som börjar existera har en orsak för sin existens.
2. Universum började existera.
3. Alltså har universum en orsak för sin existens.

Lane Craig argumenterar därtill för att denna orsak måste vara utanför rumtiden (då universum omfattar all känd rumtid), immateriell och "ofattbart mäktig" för att kunna orsaka att ett helt universum börjar existera. Detta menar han stämmer bäst in på Gud, vilket han även beskriver som ett okroppsligt medvetande.
Argumentet från kontingens eller den tillräckliga grundens princip utvecklades bland annat av filosofen och matematikern Gottfried Wilhelm von Leibniz och kan formuleras på följande sätt:
1. En kontingent sak (dvs. en sak som inte behövde existera eller kan sluta existera) existerar.
2. Denna kontingenta sak har en förklaring för sin existens.
3. Förklaringen för dess existens är något annat än den själv.
4. Det som förklarar existensen av den kontingenta saken måste antingen vara enbart andra kontingenta saker eller inkludera något icke-kontingent (nödvändigt).
5. Kontingenta saker kan ensamt inte ge en tillfredsställande förklaring för existensen av en kontingent sak.
6. Alltså måste det som förklarar existensen av den kontingenta saken inkludera en icke-kontingent (nödvändig) sak.
7. Alltså existerar en nödvändig sak.
8. Universum är kontingent.
9. Alltså är den nödvändiga saken som existerar något annat än universum.[2]

Till skillnad från Kalaam-argumentet är detta argument tidsoberoende, enligt William Lane Craig. Det vill säga, universum kan vara evigt och kontingensargumentet skulle fortfarande gälla så länge universum inte hade behövt existera.

## Kritik mot det kosmologiska gudsbeviset
Det kosmologiska argumentet har kritiserats på flera punkter. En kritik är att även om man skulle godta slutsatsen att universum måste ha en orsak eller förklaring för sin existens så innebär inte det att denna orsak är i form av en gud med medvetande och vilja. 

### Vad orsakade den första orsaken?
Enligt en annan invändning mot det kosmologiska gudsbeviset är att det inte redogör för vad som orsakade den första orsaken, det vill säga Gud. Om inte den första orsaken behöver en orsak, varför behöver då andra företeelser en orsak, frågar sig denna invändning. Gudsbevisets försvarare menar att den första orsaken inte har börjat existera (Gud är evig), till skillnad från universum, och därför inte innefattas av den första premissen. Försvararna noterar också att egenskaperna hos den första orsaken, såsom avsaknad av aktualiserade potentialer, avsaknad av delar som behöver komponeras, avsaknad av förändring, evighet, är just egenskaperna hos det som inte kräver någon mer grundläggande orsak, och att andra vardagliga objekt kräver orsaker av just de skäl som nämnts ovan. 
William Lane Craig, som populariserade och är känd för att försvara Kalams kosmologiska gudsbevis, hävdar att det oändliga är omöjligt, oavsett vilket perspektiv betraktaren intar, och att det därför alltid måste ha funnits en orörlig sak i början av universum. Han använder Hilberts paradox om hotellet och frågan "Vad är oändlighet minus oändlighet?" för att illustrera idén att det oändliga är metafysiskt, matematiskt och även begreppsmässigt omöjligt. Andra skäl är att det är omöjligt att räkna ner från oändligheten och att om universum hade existerat oändligt länge skulle varje tänkbar händelse, inklusive universums slutliga undergång, redan ha inträffat. Han formulerar därför sitt argument i tre punkter: för det första, allt som börjar existera har en orsak till sin existens; för det andra, universum började existera; så, för det tredje, därför har universum en orsak till sin existens. Craig hävdar i Blackwell Companion to Natural Theology att det inte kan finnas en oändlig regress av orsaker och att det därför måste finnas en första oförorsakad orsak, även om man antar att det finns flera orsaker till universum. Han hävdar att Ockhams rakkniv kan användas för att ta bort onödiga ytterligare orsaker till universum för att lämna en enda oförorsakad orsak. 
Den ateistiske författaren George H. Smith bemöter detta genom att säga att universum är den kontext inom vilken en förklaring blir förståelig och därför är det omöjligt att förklara något genom att hänvisa till något som ligger utanför universum och därmed är obegripligt. Om man ska leta efter en första orsak måste man därför hålla sig inom universums ramar. Det kosmologiska gudsbeviset hänvisar således till en kausalitet som sträcker sig utanför universums ramar.

### Existera ur ingenting
Ytterligare en invändning kan riktas mot utsagan "Allting som börjar existera har en orsak för sin existens". Kritiker hävdar att man måste göra skillnad mellan "att börja existera i vardaglig mening" och "att börja existera i metafysisk mening", det vill säga från ingenting. I vardaglig mening kan vi hävda att ett hus existens har sin orsak i den som har byggt huset, landmassornas existens har sin orsak i kontinentalplattornas rörelse och så vidare. Denna typ av "att börja existera" är emellertid inte analog med "att börja existera från ingenting". Fenomen som börjar existera ur ingenting diskuteras inom kvantfysiken, där de kallas virtuella partiklar, men av dessa har vi inte tillräcklig erfarenhet för att kunna uttala oss om huruvida de behöver en orsak för sin existens eller ej.